# Front Północno-Zachodni (radziecki)
Front Północno-Zachodni (ros. Северо-Западный фронт) – jedno z wielkich operacyjno-strategicznych ugrupowań wojsk Armii Czerwonej o kompetencjach administracyjnych i operacyjnych na zachodnim terytorium ZSRR, działający podczas wojny z Niemcami w czasie II wojny światowej.

## Formowania i walki
W czasie ataku Niemiec na ZSRR jego oddziały walczyły z wojskami niemieckiej Grupy Armii „Północ” (bitwa pod Rosieniami). W ciągu kilku pierwszych tygodni wojny niemiecko – radzieckiej wojska Frontu zostały wyparte z Litwy, Łotwy, Estonii oraz terenów rosyjskich na zachód od Leningradu. Porażka wojsk Frontu doprowadziła do blokady Leningradu. Pobite wojska Frontu zostały odrzucone aż na wyżynę Wałdaj, gdzie w skład Frontu została włączona (34 Armia). W kolejnych miesiącach 1941, pomimo kilku przeciwuderzeń, front nie poprawił swojego położenia. Dopiero zimą 1941/1942 w wyniku operacji toropiecko-chołmskiej (por: Kontrofensywy sowieckie 1941/1942) wojska Frontu okrążyły pod Diemiańskiem wojska 16 Armii niemieckiej. Wiosną 1942 wojska niemieckie przebiły korytarz do okrążonych wojsk w wyniku czego powstał „występ diemiański”. W tym czasie Front składał się z: 1 Armii Uderzeniowej, 11 Armii i 34 Armii.
W latach 1942–1943 jego głównym zadaniem była blokada tzw. „występu diemiańskiego”, aż do niemieckiej ewakuacji wiosną 1943 roku. Następnie do końca 1943 roku blokował Niemców w rejonie jeziora Ilmień, gdzie 20 listopada 1943 został rozformowany. Jego wojska (1 Armia Uderzeniowa, 22 Armia oraz 34 Armia) podporządkowano sąsiednim frontom.

### I formowanie
Po raz pierwszy sformowany w trakcie wojny ZSRR z Finlandią zimą 1939/1940. Powstał 7 stycznia 1940 na bazie dowództwa Leningradzkiego Okręgu Wojskowego w celu koordynacji działań 7 i 13 Armii. Po zakończeniu wojny zimowej Front Północno-Zachodni został z powrotem przekształcony w Leningradzki Okręg Wojskowy.

### II formowanie
Front został ponownie sformowany około 20 czerwca 1941 w wyniku przekształcenia dowództwa Nadbałtyckiego Specjalnego Okręgu Wojskowego.

## Struktura organizacyjna
22 czerwca 1941 w skład frontu wchodziły:
- 8 Armia
- 11 Armia
- 27 Armia
- 5 Korpus Powietrznodesantowy (trzy brygady powietrznodesantowe, dywizjon artylerii i oddziały specjalne (w tym 50 czołgów lekkich))
- siły powietrzne (57 Dywizja Lotnictwa Myśliwskiego, 4., 6., 7. i 84 Mieszane Dywizje Lotnicze, 21 pułk lotnictwa myśliwskiego PWO, 312 lotniczy pułk rozpoznawczy).

Liczył on łącznie 25 dywizji (w tym cztery pancerne i dwie zmotoryzowane), 1 brygadę strzelecką oraz 3 brygady powietrznodesantowe. Łącznie liczył 440 tysięcy żołnierzy, 7 467 dział i moździerzy, 1 514 czołgów oraz 1 814 samolotów.

## Dowództwo frontu
| Dowódcy frontu                 | Dowódcy frontu               | Dowódcy frontu               |
| stopień                        | imię i nazwisko              | okres pełnienia służby       |
| ------------------------------ | ---------------------------- | ---------------------------- |
| komandarm                      | Siemion Timoszenko           | od 30 listopada 1939         |
| generał pułkownik              | Fiodor Isidorowicz Kuzniecow | ok. 20 VI 1941 – 3 VII 1941  |
| generał major                  | Piotr Sobiennikow            | 4 lipca 1941 – 23 lipca 1941 |
| generał porucznik/gen. płk     | Pawieł Kuroczkin             | 23 VIII 1941 – 5 X 1942      |
| marszałek Związku Radzieckiego | Siemion Timoszenko           | 5 X 1942 – 14 III 1943       |
| generał pułkownik              | Iwan Koniew                  | 14 III 1943 – 22 VI 1943     |
| generał pułkownik              | Paweł Kuroczkin              | 23 VI 1943 – 20 XI 1943      |